# Nellie Anderson
Nellie Anderson (22 de junio de 1870 – 12 de julio de 1960) fue una actriz de cine y teatro estadounidense que trabajó durante la época del cine mudo.

## Vida y carrera

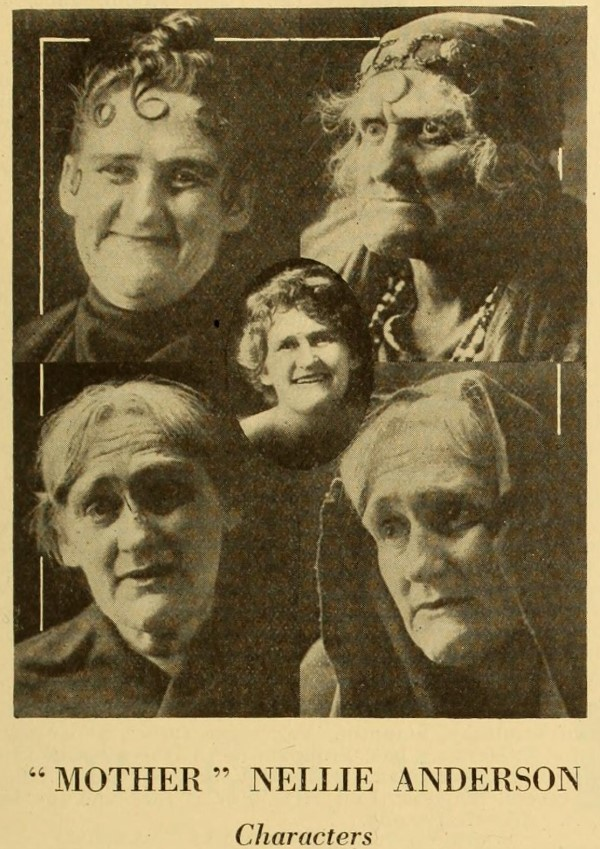
"Mother" Nellie Anderson Character Portraits

Nellie Anderson nació como Ellen Reilly en Nueva York el 22 de junio de 1870. Se casó con Nicholas Anderson y ambos tuvieron cuatro hijas, incluyendo a la actriz Mary Anderson. Su hija Beatrice también apareció en películas.
Anderson apareció en escena con el nombre de Helen Relyea. En 1915 cambió su nombre por el de Helen Anderson. Sin embargo, también era conocida como Nellie Anderson o "Mother" Nellie Anderson. También aparecía en los créditos como Mrs Anderson o Mother Anderson.
Alrededor de 1919, Nellie se mudó a Los Ángeles. Nicholas murió en 1930 y Nellie murió en 1960 en San Bernardino, California. 

## Filmografía parcial
- The Egyptian Mummy (1914) La casera
- Ethel Gets the Evidence (1915) Mrs. Jones
- Anselo Lee (1915) Old Mrs Lee
- The Scarlet Runner (1916) The Landlady
- The Little Duchess (1917) Mrs Dawson
- Mujercitas (1918) Hannah
- Castles in the Air (1919) Mrs. Larrymore